# San Lorenzo in Nicolanaso
San Lorenzo in Nicolanaso, även benämnd San Lorenzo de Palpitario och San Lorenzo de Papitariis, var en kyrkobyggnad i Rom, helgad åt den helige Laurentius. Kyrkan var belägen i rione Campitelli, vid Via della Consolazione, i närheten av Capitoliums sydsluttning vid Tarpeiska klippan. Betydelsen av tillnamnet ”Nicolanaso” är oklar.

## Kyrkans historia
Kyrkan omnämns i Catalogo di Cencio Camerario, en förteckning över Roms kyrkor sammanställd av Cencio Savelli år 1192 och bär där namnet sco. Laurentio Nicolai Nasonis. En bevarad medeltida inskrift förtäljer att kyrkan konsekrerades 1241. Då kyrkan omnämns redan 1192, rör det sig här om en nykonsekrering efter en restaurering. I sin Catalogo delle Chiese di Roma från 1425 benämner Nicola Signorili kyrkan sci. Laurentii in Nicolariasu. Michele Lonigo (1572–1638) nämner i sitt verk Catalogo di tutte le chiese antiche e moderne från 1627 att kyrkan hade blivit dekonsekrerad och ombyggd till privat bostad.

## Kyrkans exteriör
Fasaden hade en fresk föreställande Korsfästelsen, där Jungfru Maria och Johannes står vid Kristi kors. Fresken skyddades av en liten ädikula. Den i fasaden inmurade kolonnen tillhörde förmodligen kyrkans medeltida portal.

## Rivning
Under 1920-talet företogs under Mussolini en omfattande friläggning av Capitolium-kullen och i stort sett hela bebyggelsen mellan Santa Maria in Aracoeli och Marcellusteatern samt den sydost om kullen – såväl sakrala som profana byggnader – revs. Kyrkan San Lorenzo in Nicolanaso demolerades 1941.